# Max Crook
Pour les articles homonymes, voir Crook.
Maxfield Doyle Crook, dit Max Crook (né le 2 novembre 1936 à Lincoln (Nebraska) et mort le 1er juillet 2020), est un musicien américain, pionnier des innovations électroniques dans la musique pop. Il s'est fait connaître avec son invention, le Musitron, en soliste vedette avec le chanteur Del Shannon.

## Biographie
Étant enfant, Max Crook apprend à jouer de l'accordéon puis du piano, et monte son propre studio à l'âge de 14 ans. En 1957, après avoir terminé ses études à L'université du Nouveau-Mexique, il s'inscrit à  la Western Michigan University à Kalamazoo, où il fonde un groupe de rock appelé les White Bucks, qui a sorti un single, Get That Fly, sous le label Dot Records en 1959.
Cette même année, il construit une sorte de précurseur du synthétiseur à partir d'un Clavioline considérablement modifié par ses soins afin d'en élargir les possibilités sonores, en y intégrant pour ce faire des éléments mécaniques et électroniques empruntés à différents appareils. Cet assemblage, auquel Crook donne le nom de Musitron, comporte notamment une réverbération à ressort, un module d'écho basé sur un magnétophone, et des circuits enrichis de réglages supplémentaires permettant d'octaver les notes jusqu'à la limite des ultrasons et de produire un vibrato d'une amplitude inusitée. Ces perfectionnements avaient bien dix ans d'avance sur les claviers électroniques alors existants.
C'est cette même année 1959 que Max Crook fait connaissance d'un certain Charles Westover, destiné à devenir célèbre sous le nom de scène Del Shannon, qui lui propose de venir jouer avec son groupe, le Charlie Johnson and the Big Little Show Band, qui obtient un contrat d'enregistrement en 1960. Ensemble, Crook et Del Shannon écrivent la chanson Runaway et l'enregistrent courant janvier 1961. Elle sera un grand succès international, notamment grâce au solo de Musitron exécuté par Crook, qui révèle une sonorité telle qu'on n'en avait jamais entendue dans la musique populaire.
Max Crook a eu une profonde influence sur des musiciens et producteurs tels que Joe Meek et Ennio Morricone entre autres.